# یواس‌اس التر (ای‌دی-۱۱)
یواس‌اس التر (ای‌دی-۱۱) (به انگلیسی: USS Altair (AD-11)) یک کشتی بود که طول آن ۴۲۳ فوت ۹ اینچ (۱۲۹٫۱۶ متر) بود. این کشتی در سال ۱۹۱۹ ساخته شد.